# Gouvernement de Courlande
1796–1915
Entités précédentes :
- Duché de Courlande

Entités suivantes :
- Ober Ost

Le gouvernement de Courlande (en russe : Курляндская губерния, en allemand : Gouvernement Kurland) était un des trois gouvernements de la région de la Baltique de l'Empire russe. La capitale du gouvernement était Mittau (aujourd'hui Jelgava).

## Historique
Lors du troisième partage de la Pologne, en 1795, le duché de Courlande est annexé à la Russie, officiellement en 1796. La noblesse germano-balte conserve ses privilèges : l'allemand reste la langue officielle de l'administration jusqu'en 1919, tandis que le russe devient secondaire à partir des années 1890. 
Le futur Louis XVIII, exilé sous la Révolution française, trouve refuge en Courlande de mars 1798 à janvier 1801 et de septembre 1804 à septembre 1807. Plusieurs actes de son « règne » sont datés de Mitau, notamment une lettre du 20 février 1800 où il offre à Napoléon, alors premier consul, de lui accorder sa grâce royale et de le prendre à son service. Napoléon lui répond fort poliment de ne plus y songer. 
Pendant la campagne de Russie, la « province de Courlande et Semigalle » est occupée par le 10e corps de la Grande Armée (maréchal Étienne Macdonald) et placé sous administration française avec trois intendants : Jules de Chambaudoin et Charles de Montigny (du 1er août au 8 octobre 1812) puis Jacques David Martin (du 8 octobre au 20 décembre 1812). La fuite de l'administration russe est suivie d'une révolte des paysans lettons contre la noblesse germano-balte ; la domination française, bien que brève, contribue à propager les idées libérales en Courlande. En décembre 1812, c'est l'armée prussienne du général Yorck qui, à la demande de Filippo Paulucci, gouverneur russe de Riga, met fin à la présence militaire française en Courlande.
Pendant la Première Guerre mondiale, la Courlande est envahie par l'armée allemande et passe sous l'administration militaire allemande des territoires de l'Est (Ober Ost). Une contre-offensive russe vers Mittau lors des batailles de l'Aa (pour les Russes, batailles de Mitau), en janvier 1917, aboutit à un échec malgré les sacrifices des tirailleurs lettons de l'armée russe. Ce conflit favorise la montée du nationalisme letton dans le gouvernement de Courlande et dans celui de Livonie, conquis par les Allemands entre septembre 1917 et février 1918. Lors du traité de Brest-Litovsk (3 mars 1918), le gouvernement bolchevik reconnaît la perte des deux provinces lettones.

## Géographie

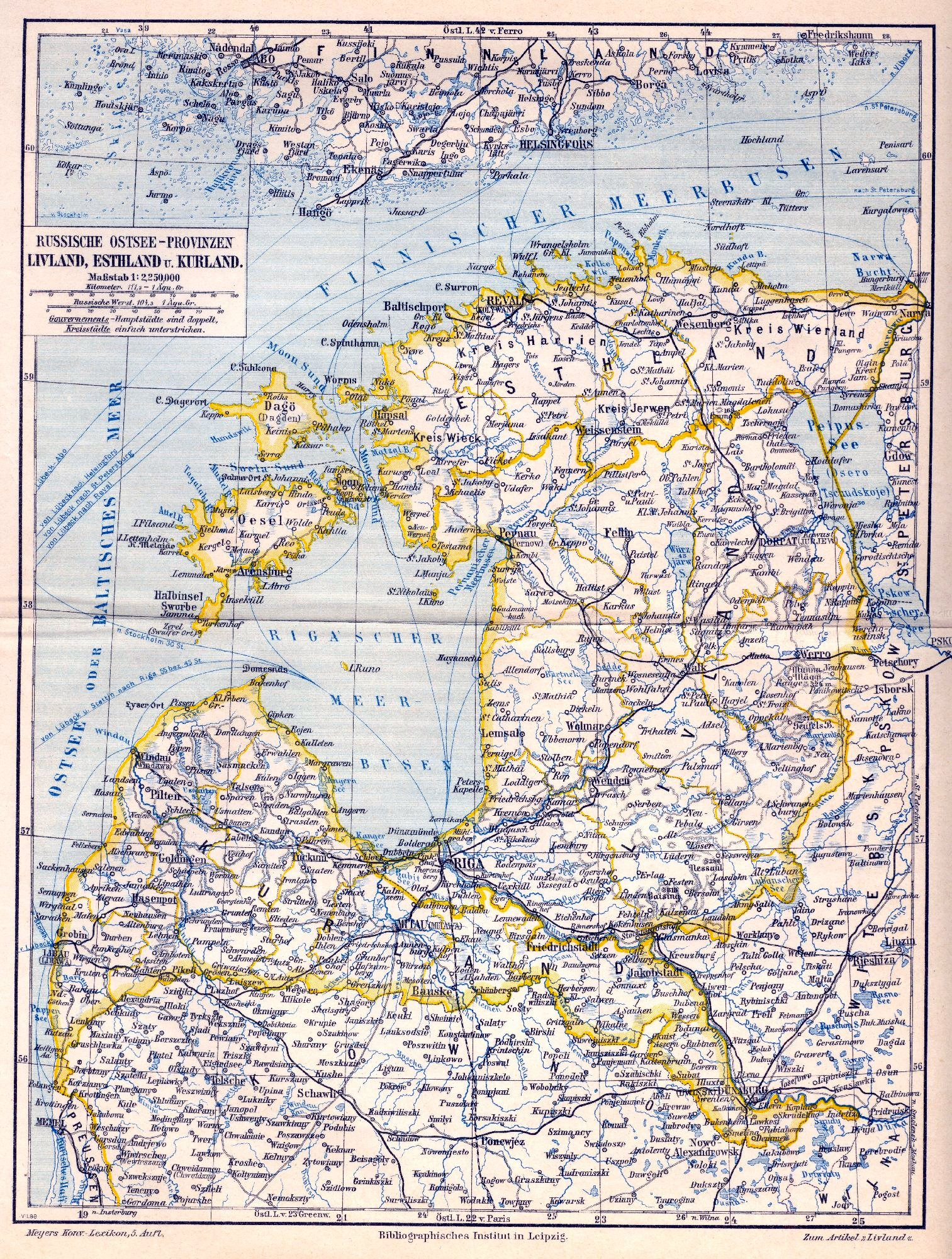
Gouvernements baltes de l'Empire russe

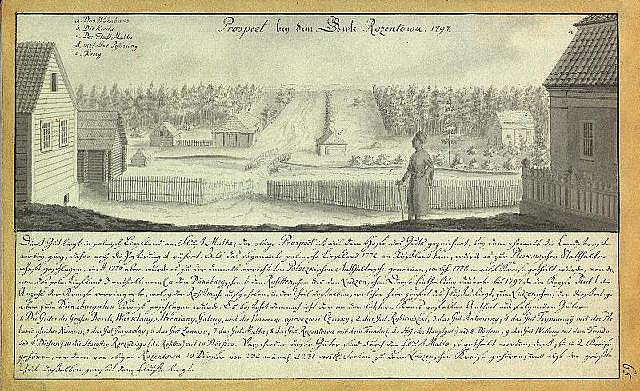
Domaine de Rozentowa en Courlande, 1797

La Courlande est bordée à l'ouest par la mer Baltique, au nord par la mer Baltique et le golfe de Riga, à l'est et au nord-est par le gouvernement de Livonie et le gouvernement de Vitebsk, au sud par le gouvernement de Wilna (aujourd'hui Vilnius en Lituanie) et, à la division de ce dernier fin 1842, par le gouvernement de Kowno (aujourd'hui Kaunas en Lituanie), ainsi que la Prusse.
Ses frontières représentent 1 260 verstes, soit 1 344 km dont 341 km sont maritimes. Sa frontière avec la Prusse est minime (6,4 km). Son territoire s'étend sur 27 290 kilomètres carrés.

## Administration

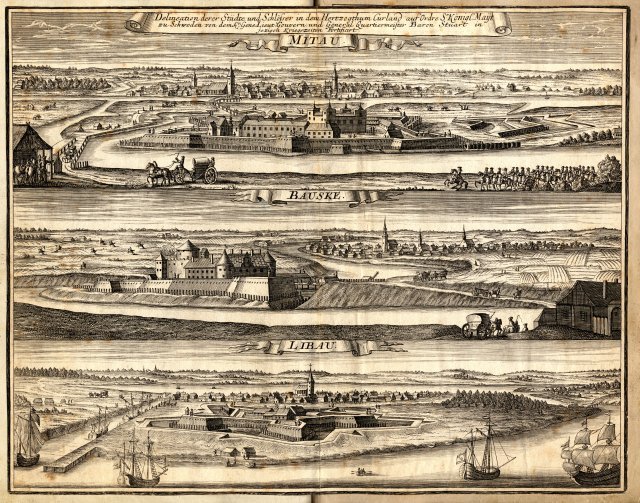
Vues de Mitau, Bauske et Libau par Johann Christoph Brotze (1742–1823)

À  partir de 1819, la Courlande est partagée en dix districts (ouiezds) : Grobin (aujourd'hui Grobina), Hasenpoth (Aizpute), Windau (Ventspils), Goldingen (Kuldīga), Talsen (Talsi), Tuckum (Tukums), Doblen (Dobele), Bauske (Bauska), Friedrichstadt (Jaunjelgava), Illuxt (Ilūkste). Il y a un tribunal à Mittau et un autre à Libau (Liepaja).
En 1894, la province compte onze villes, quinze bourgs, 9 petites bourgades et 24 758 hameaux ou petits villages (khoutors), comprenant cinq ou six maisons.
En plus de Mitau, de Libau et des chefs-lieux de district, les principaux bourgs sont Jakobstadt (aujourd'hui Jekabpils), Pilten (Piltene), Polangen (Palanga, aujourd'hui en Lituanie), Griva (Daugavpils), Sasmaken (aujourd'hui Valdemārpils) et Kandau (Kandava).
Durant la Première Guerre mondiale, la région est occupée par l'armée allemande et administrée par l'Ober Ost.

## Population
Au recensement de 1897, sa population s'élevait à 674 034 habitants, dont :
- Lettons : 506 000
- Allemands : 51 000 (appelés par les historiens d'aujourd'hui germano-baltes)
- Juifs : 38 000
- Russes : 26 000 (surtout autour de Doblen et d'Illuxt)
- Polonais : 20 000 (surtout à Illuxt, dans les districts de Friedrichstadt, de Bauske et de Grobin)
- Lituaniens : 17 000 (exclusivement dans le district d'Illuxt)
- Biélorusses : 12 000
- le reste étant partagé entre étrangers, environ 1000 Lives à Windau, 2000 Samogitiens et autres.

En 1894, les religions présentes en Courlande étaient le luthéranisme, 583 480 ; le catholicisme 68 422 ; le judaïsme 55 470 ; l'orthodoxie 16 875 ; les Vieux Croyants 6 834 ; le baptisme 4 592 ; l'évangélisme réformé 582, et autres 330. La noblesse comptait 6 511 personnes, avec en plus 3 908 personnes anoblies à titre personnel ; 610 ecclésiastiques ; la classe des marchands, des bourgeois (nommés citoyens d'honneur avec droit de succession), des commerçants, des artisans membres de corporations, etc., représentait 85 830 personnes ; les paysans étaient de loin les plus nombreux, 622 876. Il y avait aussi des militaires, 14 382 ; des étrangers, 2 315, et autres 453.
En 1913, la population du gouvernement s'élevait à 783 100 habitants.